# Wereldkampioenschap schaatsen allround 1893
Het Wereldkampioenschap schaatsen allround van 1893 werd gehouden op 13 en 14 januari op het Museumplein in Amsterdam, Nederland. Het was het vierde WK dat op het Museumplein werd georganiseerd na 1889, 1890 en 1891 (het toernooi van 1892 dat ook op het Museumplein zou plaatsvinden werd wegens dooi afgelast).
Aan het toernooi konden uitsluitend mannen deelnemen. Het was het eerste WK na de oprichting van de Internationale Schaatsunie (ISU) in 1892 en was dus het eerste officiële ISU-Wereldkampioenschap allround. De Nederlander Jaap Eden werd de eerste officiële ISU-wereldkampioen allround door zijn drie zeges op de 1500, 5000 en 500, hiermee was hij al reglementair wereldkampioen, zodat hij het zich kon veroorloven om op de afsluitende 10.000 meter niet te finishen.
De Noor Oskar Fredriksen vestigde op de 10.000 meter het eerste wereldrecord op deze afstand op dit kampioenschap. Jaap Eden kwam op de 10 km ten val in de eerste ronde en besloot niet verder te schaatsen omdat hij al 3 afstand zeges had.

## Eindklassement

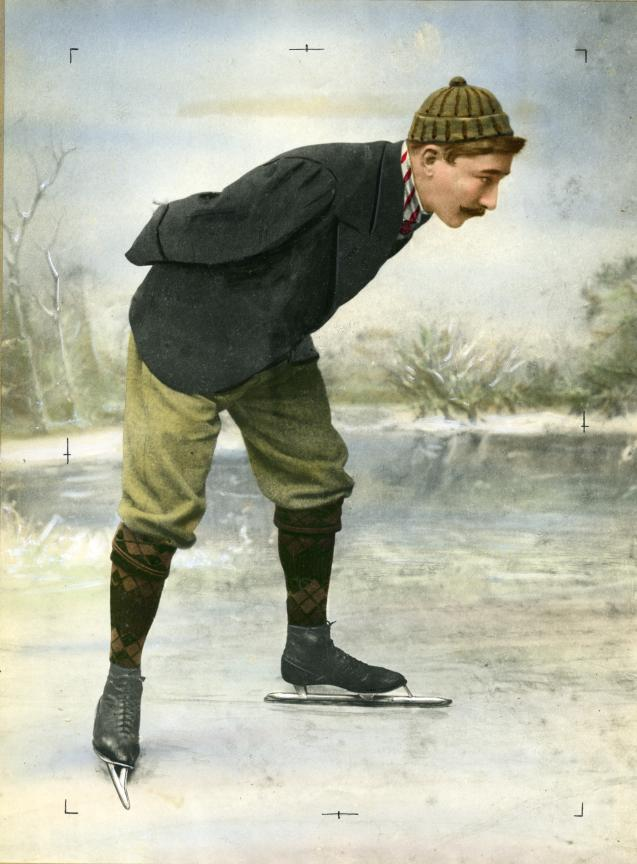
Jaap Eden, de eerste officiële ISU-Wereldkampioen

| Rang | Schaatser             | Land              | 1500m         | 1500m finale | 5000m        | 500m        | 500m finale | 10.000m       |
| ---- | --------------------- | ----------------- | ------------- | ------------ | ------------ | ----------- | ----------- | ------------- |
| Goud | Jaap Eden             | Nederland         | 2.49,2 (1)    | 2.48,2 (1)   | 9.59,0 (1)   | 51,2 (2)    | 51,2 (1)    | NF            |
| (2)  | Rudolf Ericson        | Zweden            | 2.54,0 (4)    | 2.59,2 (3)   | 10.36,8 (3)  | 52,2 (4)    | 52,2 (4)    | 21.13,0 (2)   |
| (3)  | Filip Petersen        | Noorwegen         | 2.58,2 (7)    |              | 10.31,4 (2)  | 54,0 (7)    |             | 21.23,4 (3)   |
| (4)  | Julius von Salzen     | Duitse Keizerrijk | 2.58,0 (5)    |              | 11.15,0 (5)  | 53,2 (5)    |             | 22.23,4 (4)   |
| (5)  | M. Cartier van Dissel | Nederland         | 3.18,0 (9)    |              | 11.24,4 (6)  | 59,6 (11)   |             | 23.04,0 (5)   |
| (6)  | Wim de Boer           | Nederland         | 3.21,0 (11)   |              | 11.38,2 (8)  | 59,0 (10)   |             | 23.39,2 (6)   |
| (7)  | J. Vervoort           | Nederland         | 3.28,4 (12)   |              | 11.57,6 (10) | 1.01,0 (13) |             | 23.57,0 (9)   |
| (8)  | W. Gronert            | Nederland         | 3.38,4 (15)   |              | 11.52,0 (9)  | 1.01,2 (14) |             | 23.45,0 (7)   |
| NF4  | N.N.                  | Nederland         | NS            |              | NS           | 1.00,6 (12) |             | NF            |
| NS4  | Einar Halvorsen       | Noorwegen         | 2.52,6 (3)    | 3.01,0 (4)   | 10.43,0 (4)  | 51,0 (1)    | 52,0 (2)    | NS            |
| NF2  | Oskar Fredriksen      | Noorwegen         | 2.49,2 (1)    | 2.55,0 (2)   | NF           | 52,0 (3)    | 52,0 (3)    | 20.21,4 WR(1) |
| NF2  | Bernhard Bruzelius    | Zweden            | 2.58,0 (5)    |              | NF           | 55,0 (8)    |             | NS            |
| NS3  | Dirk de Koe           | Nederland         | 3.28,4 (12)   |              | 11.31,0 (7)  | NS          |             | NS            |
| NS3  | J. Schoenmaker        | Nederland         | 3.31,4 * (14) |              | 12.06,0 (11) | NS          |             | NS            |
| NS3  | R. Damste             | Nederland         | 3.40,4 (16)   |              | 12.54,0 (12) | NS          |             | NS            |
| NS2  | Albert de Wely        | Nederland         | 3.09,8 (8)    |              | NS           | 53,8 (6)    |             | 23.52,0 (8)   |
| NS2  | Hector van Sminia     | Nederland         | 3.18,6 (10)   |              | NS           | 58,0 (9)    |             | 25.00,0 (10)  |

* = met val
NC = niet gekwalificeerd
NF = niet gefinisht
NS = niet gestart
DQ = gediskwalificeerd